# La Loupe
Pour les articles homonymes, voir Loupe (homonymie).
La Loupe est une commune française située dans le département d'Eure-et-Loir, en région Centre-Val de Loire.
C'est une commune du parc naturel régional du Perche. Elle est le siège de la communauté de communes Terres de Perche.

## Géographie

### Situation
La Loupe est située dans l'arrondissement de Nogent-le-Rotrou, dans la région naturelle du Perche.

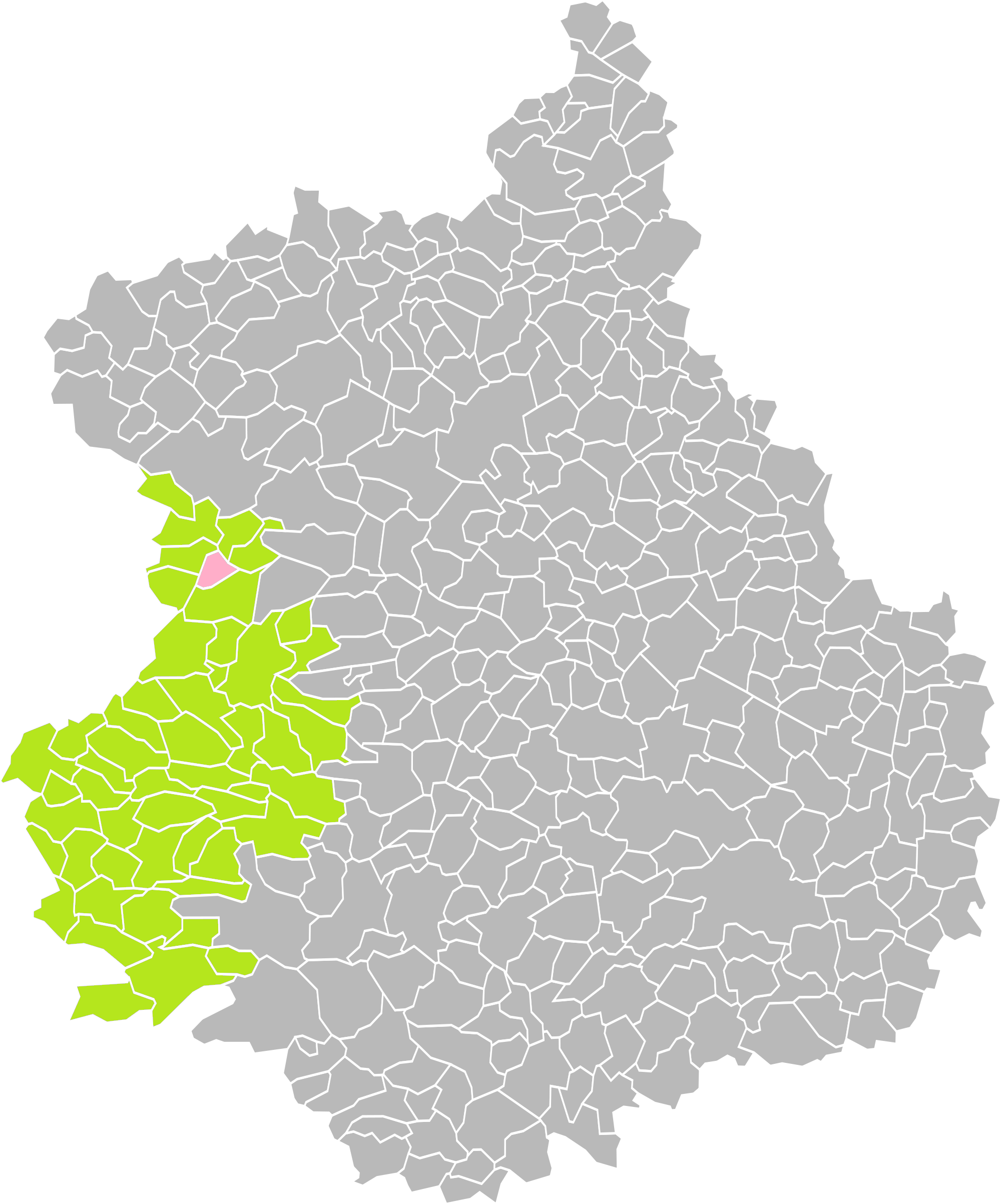
Position de La Loupe (en rose) dans l'arrondissement de Nogent-le-Rotrou (en vert) du département d'Eure-et-Loir (grisé).

### Communes limitrophes
| Meaucé                 | Meaucé      | Belhomert-Guéhouville       |
| Meaucé, Vaupillon      | La Loupe    | Saint-Maurice-Saint-Germain |
| Vaupillon, Saint-Éliph | Saint-Éliph | Saint-Éliph                 |

### Voies de communication et transports

#### Desserte ferroviaire
La ligne de chemin de fer de Paris-Montparnasse à Brest traverse La Loupe, reliant ainsi la ville à Chartres et au Mans.

#### Réseau routier
La ville est notamment traversée par l'ancienne route nationale 820, aujourd'hui D920, reliant Bellême à Courville-sur-Eure.

### Climat
Le climat qui caractérise la commune est qualifié, en 2010, de « climat océanique dégradé des plaines du Centre et du Nord », selon la typologie des climats de la France qui compte alors huit grands types de climats en métropole. En 2020, la commune ressort du type « climat océanique altéré » dans la classification établie par Météo-France, qui ne compte désormais, en première approche, que cinq grands types de climats en métropole. Il s’agit d’une zone de transition entre le climat océanique, le climat de montagne et le climat semi-continental. Les écarts de température entre hiver et été augmentent avec l'éloignement de la mer. La pluviométrie est plus faible qu'en bord de mer, sauf aux abords des reliefs.
Les paramètres climatiques qui ont permis d’établir la typologie de 2010 comportent six variables pour les températures et huit pour les précipitations, dont les valeurs correspondent aux données mensuelles sur la normale 1971-2000. Les sept principales variables caractérisant la commune sont présentées dans l'encadré ci-après.
| Paramètres climatiques communaux sur la période 1971-2000 - Moyenne annuelle de température : 10 °C - Nombre de jours avec une température inférieure à −5 °C : 3,3 j - Nombre de jours avec une température supérieure à 30 °C : 2,7 j - Amplitude thermique annuelle : 14,3 °C - Cumuls annuels de précipitation : 730 mm - Nombre de jours de précipitation en janvier : 11,9 j - Nombre de jours de précipitation en juillet : 8,1 j |

Avec le changement climatique, ces variables ont évolué. Une étude réalisée en 2014 par la Direction générale de l'Énergie et du Climat complétée par des études régionales prévoit en effet que la  température moyenne devrait croître et la pluviométrie moyenne baisser, avec toutefois de fortes variations régionales. La station météorologique de Météo-France installée sur la commune et mise en service en 1996 permet de connaître l'évolution des indicateurs météorologiques. Le tableau détaillé pour la période 1981-2010 est présenté ci-après.
| Mois                                  | jan.             | fév.           | mars           | avril         | mai           | juin          | jui.          | août           | sep.          | oct.          | nov.            | déc.           | année      |
| ------------------------------------- | ---------------- | -------------- | -------------- | ------------- | ------------- | ------------- | ------------- | -------------- | ------------- | ------------- | --------------- | -------------- | ---------- |
| Température minimale moyenne (°C)     | 0,7              | 0,9            | 2,2            | 3,9           | 7,6           | 10,2          | 11,7          | 11,9           | 9             | 7,1           | 3,5             | 0,9            | 5,8        |
| Température moyenne (°C)              | 3,5              | 4,6            | 7              | 9,6           | 13,4          | 16,6          | 18,2          | 18,4           | 15,2          | 11,6          | 6,8             | 3,6            | 10,7       |
| Température maximale moyenne (°C)     | 6,2              | 8,3            | 11,8           | 15,4          | 19,3          | 23            | 24,6          | 25             | 21,4          | 16,1          | 10              | 6,3            | 15,7       |
| Record de froid (°C) date du record   | −15,7 02.01.1997 | −15,3 07.02.12 | −11,4 01.03.05 | −6,3 11.04.03 | −2 06.05.19   | 0 04.06.01    | 3 03.07.1996  | 2,3 07.08.1996 | 0,3 29.09.03  | −5 21.10.10   | −9,1 24.11.1998 | −13,1 26.12.10 | −15,7 1997 |
| Record de chaleur (°C) date du record | 16,6 27.01.03    | 21 27.02.19    | 24,9 31.03.21  | 28,5 20.04.18 | 29,9 24.05.09 | 36,7 29.06.19 | 41,1 25.07.19 | 39,7 06.08.03  | 34,4 15.09.20 | 28,3 02.10.11 | 23,3 01.11.15   | 15,7 07.12.00  | 41,1 2019  |
| Précipitations (mm)                   | 62,8             | 59,7           | 58             | 50,4          | 62,9          | 61,3          | 58,8          | 51,5           | 42,3          | 74,5          | 73,3            | 79,5           | 735        |

## Urbanisme

### Typologie
Au 1er janvier 2024, La Loupe est catégorisée bourg rural, selon la nouvelle grille communale de densité à 7 niveaux définie par l'Insee en 2022.
Elle appartient à l'unité urbaine de La Loupe, une agglomération intra-départementale dont elle est ville-centre,. Par ailleurs la commune fait partie de l'aire d'attraction de La Loupe, dont elle est la commune-centre,. Cette aire, qui regroupe 8 communes, est catégorisée dans les aires de moins de 50 000 habitants,.

### Occupation des sols
L'occupation des sols de la commune, telle qu'elle ressort de la base de données européenne d’occupation biophysique des sols Corine Land Cover (CLC), est marquée par l'importance des territoires agricoles (63,2 % en 2018), en diminution par rapport à 1990 (68,1 %). La répartition détaillée en 2018 est la suivante : 
terres arables (42,9 %), zones urbanisées (28,8 %), prairies (20,1 %), forêts (8 %), zones agricoles hétérogènes (0,2 %). L'évolution de l’occupation des sols de la commune et de ses infrastructures peut être observée sur les différentes représentations cartographiques du territoire : la carte de Cassini (XVIIIe siècle), la carte d'état-major (1820-1866) et les cartes ou photos aériennes de l'IGN pour la période actuelle (1950 à aujourd'hui).

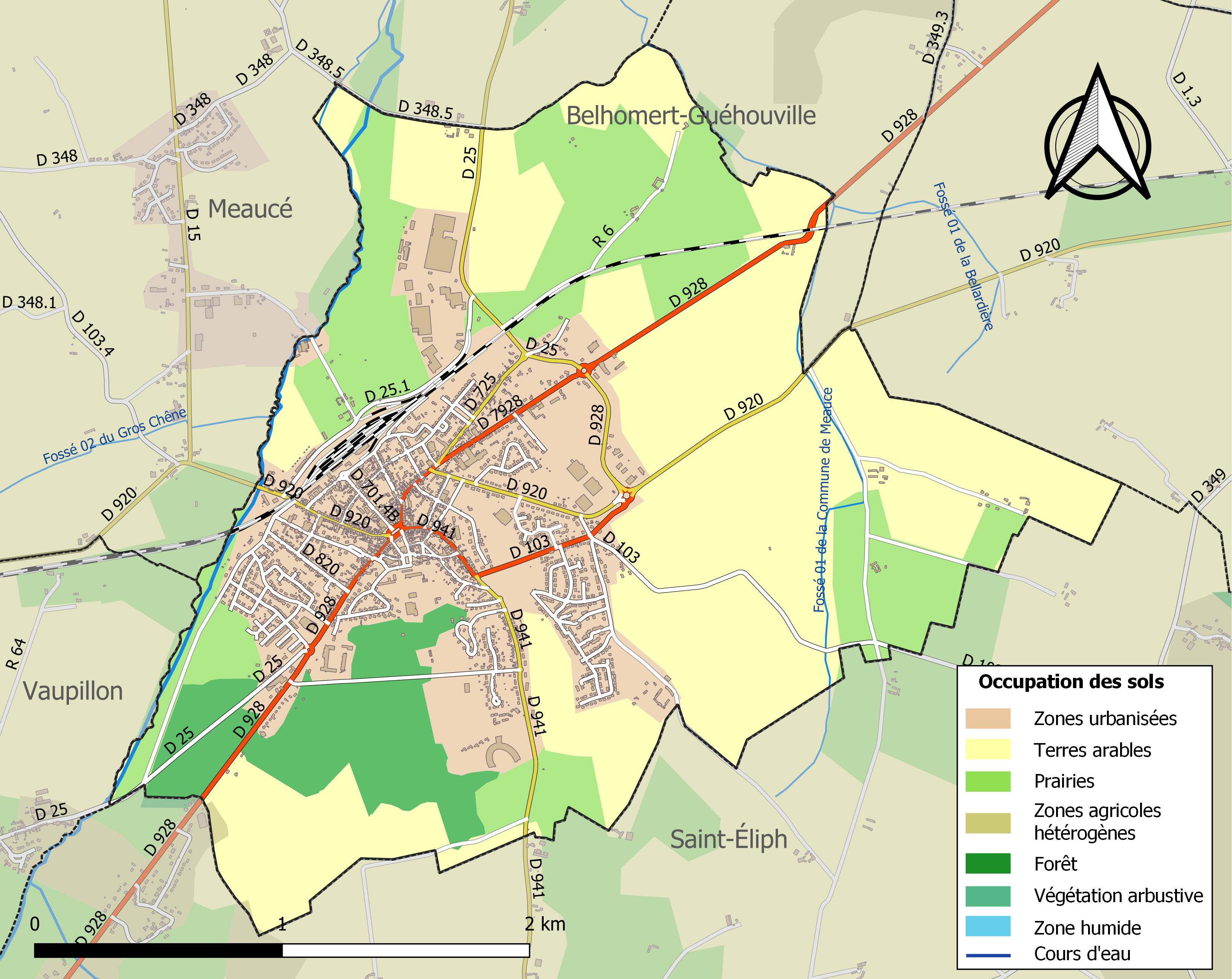
Carte des infrastructures et de l'occupation des sols de la commune en 2018 (CLC).

### Risques majeurs
Le territoire de la commune de La Loupe est vulnérable à différents aléas naturels : météorologiques (tempête, orage, neige, grand froid, canicule ou sécheresse), inondations, mouvements de terrains et séisme (sismicité très faible). Il est également exposé à un risque technologique, le transport de matières dangereuses. Un site publié par le BRGM permet d'évaluer simplement et rapidement les risques d'un bien localisé soit par son adresse soit par le numéro de sa parcelle.

#### Risques naturels
Certaines parties du territoire communal sont susceptibles d’être affectées par le risque d’inondation par débordement de cours d'eau et par ruissellement et coulée de boue, notamment le ruisseau de l'Ancien étang de Pot de Vin. La commune a été reconnue en état de catastrophe naturelle au titre des dommages causés par les inondations et coulées de boue survenues en 1984, 1999 et 2017,.

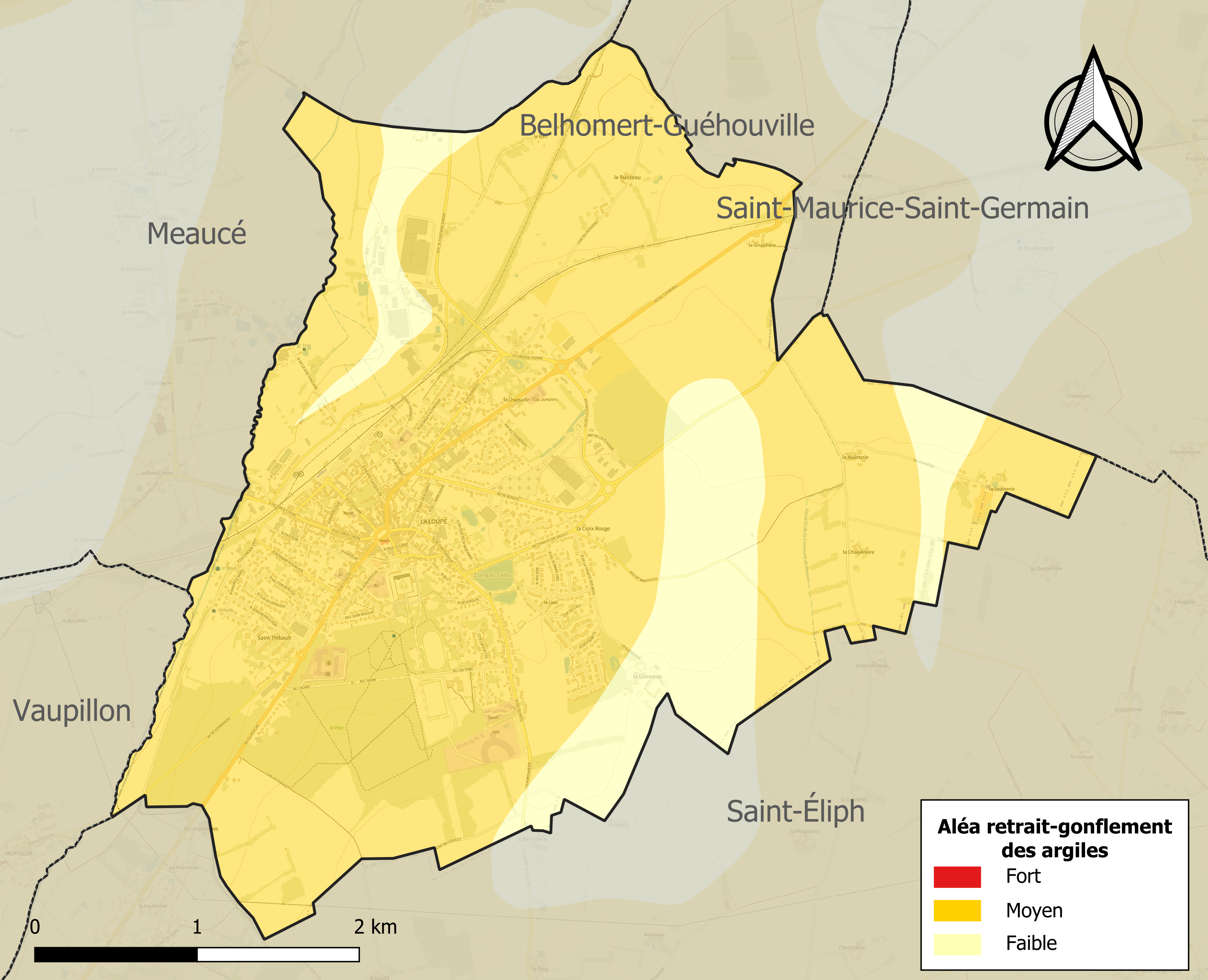
Carte des zones d'aléa retrait-gonflement des sols argileux de La Loupe.

La commune est vulnérable au risque de mouvements de terrains constitué principalement du retrait-gonflement des sols argileux. Cet aléa est susceptible d'engendrer des dommages importants aux bâtiments en cas d’alternance de périodes de sécheresse et de pluie. 85,1 % de la superficie communale est en aléa moyen ou fort (52,8 % au niveau départemental et 48,5 % au niveau national). Sur les 1 261 bâtiments dénombrés sur la commune en 2019, 1254 sont en aléa moyen ou fort, soit 99 %, à comparer aux 70 % au niveau départemental et 54 % au niveau national. Une cartographie de l'exposition du territoire national au retrait gonflement des sols argileux est disponible sur le site du BRGM,.
Concernant les mouvements de terrains, la commune a été reconnue en état de catastrophe naturelle au titre des dommages causés par la sécheresse en 1989 et par des mouvements de terrain en 1999.

#### Risques technologiques
Le risque de transport de matières dangereuses sur la commune est lié à sa traversée par des infrastructures routières ou ferroviaires importantes ou la présence d'une canalisation de transport d'hydrocarbures. Un accident se produisant sur de telles infrastructures est en effet susceptible d’avoir des effets graves au bâti ou aux personnes jusqu’à 350 m, selon la nature du matériau transporté. Des dispositions d’urbanisme peuvent être préconisées en conséquence.

## Toponymie
Le nom de la localité est attesté sous les formes latinisées Pende lupum, Passelupum en 1180, Passelu en 1210, Cantus lupus en 1081, Lopa en 1204 (charte de l’abbaye de Thiron), Malus lupus en 1240, Lupa, vers 1250 (pouillé), Villa lupi en 1341 et françaises, La Lope vers 1350 (livre rouge), Loupa en 1380 (charte de l’abbaye de Saint-Jean-en-Vallée), La Louppe en 1616 (not. de Vaupillon), Lalouppe en 1793, La Louppe en 1801.
Pour Albert Dauzat et Charles Rostaing, le toponyme paraît être un ancien nom commun. Un sens topographique est douteux. L'origine est obscure.

## Histoire

### Moyen Âge
Le comte de Sancerre hérita alors de la châtellenie en 1232. Son fils, Étienne de Saint-Coesair, comte du Perche, fit bâtir la chapelle Notre-Dame-des-Fleurs au pied du château.
Au XIVe siècle, le domaine passa successivement dans les familles de Melun, de Préaux, de la Revière et d'Angennes. Le 26 août 1393, le fief de La Loupe fut vendu à Renaud II d'Angennes, seigneur de Rambouillet. Le manoir féodal fut détruit par les Anglais au XVe siècle et fut reconstruit en 1574.

### Temps modernes
Voir dans la section « Lieux et monuments » : château de La Loupe.
La commune a repris les armoiries de la famille d'Angennes, y ajoutant le gros chêne (une curiosité route de Rémalard) ainsi que la croix de guerre en souvenir du bombardement de 1944.
Sous l'Ancien Régime, La Loupe dépendait du bailliage principal de Chartres, du gouvernement militaire et de la généralité d'Orléans. Au spirituel, la paroisse dépendait du diocèse de Chartres, de l'archidiaconé de Chartres et du doyenné du Perche. La paroisse est alors un prieuré-cure augustinien dépendant de l'abbaye de Saint-Vincent-aux-Bois et placé sous le vocable de saint Thibault.

### Révolution française et Empire
Le 1er juin 1811, l'Empereur Napoléon 1er et l'Impératrice Marie-Louise furent reçus à La Loupe, ce qui occasionna une dépense à laquelle durent contribuer les communes les plus riches de l'arrondissement.

### Époque contemporaine

#### XIXesiècle
- 1857 : inauguration de la gare de chemin de fer de La Loupe et du tronçon Paris-Le Mans de la ligne Paris-Brest ;
- Les Prussiens occupèrent la commune du 20 novembre 1870 au 14 mars 1871. Paul Deschanel (1855-1922), député d'Eure-et-Loir, président de la Chambre et futur président de la République (en 1920) avait surnommé la ville « l'Athènes d'Eure-et-Loir » ;
- 1899 : La Loupe devient une « étoile ferroviaire » (également dépôt de machines à vapeur) avec l'ouverture des lignes vers Brou, Senonches et Nogent-le-Rotrou.

#### XXesiècle
- Le 23 novembre 1929, un gros incendie détruisit l'église, ce qui permit la découverte du tombeau des seigneurs d'Angennes ;

- Entre le 29 janvier 1939 et le 8 février, plus de 2 000 réfugiés espagnols fuyant l'effondrement de la république espagnole devant les troupes de Franco, arrivent en Eure-et-Loir. Devant l'insuffisance des structures d'accueil (le camp de Lucé et la prison de Châteaudun rouverte pour l’occasion), 53 villages sont mis à contribution[25], dont La Loupe[26]. Les réfugiés, essentiellement des femmes et des enfants (les hommes sont désarmés et retenus dans le sud de la France), sont soumis à une quarantaine stricte, vaccinés, le courrier est limité, le ravitaillement, s'il est peu varié et cuisiné à la française, est cependant assuré[27]. Une partie des réfugiés rentrent en Espagne, incités par le gouvernement français qui facilite les conditions du retour, mais en décembre, 922 ont préféré rester et sont rassemblés à Dreux et Lucé[28].

- Le 17 juin 1944, en début de soirée, le centre-ville est bombardé à tort par 7 bombardiers alliés qui manquent la cible prévue, un dépôt d'essence allemand. Le bilan est lourd : 73 personnes sont tuées, dont le maire, et plus de 100 sont blessées, 92 immeubles sont détruits, 83 sont devenus inhabitables et environ 250 sont endommagés. La Loupe devenait la ville la plus sinistrée du département au cours de la Seconde Guerre mondiale et sera décorée de la croix de guerre le 11 novembre 1948.[réf. nécessaire]

## Politique et administration

### Tendances politiques et résultats

#### Élection municipale du 15 mars 2020
- Maire sortant : Éric Gérard
- 23 sièges à pourvoir au conseil municipal (population légale 2017: 3 342 habitants)
- 8 sièges à pourvoir au conseil communautaire (communauté de communes Terres de Perche)

|                | Éric Gérard    |                | 608   | 74,05  | 20 | 7 |  |  |
|                | Roger Tran     |                | 213   | 25,94  | 3  | 1 |  |  |
|                |                |                |       |        |    |   |  |  |
| Inscrits       | Inscrits       | Inscrits       | 1 982 | 100,00 |    |   |  |  |
| Abstentions    | Abstentions    | Abstentions    | 1 108 | 55,90  |    |   |  |  |
| Votants        | Votants        | Votants        | 874   | 44,10  |    |   |  |  |
| Blancs et nuls | Blancs et nuls | Blancs et nuls | 53    | 2,67   |    |   |  |  |
| Exprimés       | Exprimés       | Exprimés       | 821   | 41,42  |    |   |  |  |

### Intercommunalité

Carte de la communauté de communes Terres de Perche dans le département d'Eure-et-Loir (2018).

Depuis 2017, La Loupe est le siège de la communauté de communes Terres de Perche, la huitième d'Eure-et-Loir par sa population, environ 15 000 habitants (2015). En 2018, la communauté regroupe 24 communes, et le maire, Éric Gérard, est le président de la communauté de communes.

### Jumelages
La Loupe est jumelée avec :
| Ville | Ville             | Pays | Pays        | Période     |
| ----- | ----------------- | ---- | ----------- | ----------- |
|       | Pfalzgrafenweiler |      | Allemagne   |             |
|       | Royston           |      | Royaume-Uni | depuis 1986 |

- Royston (Hertfordshire) (Royaume-Uni) : le maire s'appelle Robert Inwood, voir Hertfordshire ou Royston ;
- Pfalzgrafenweiler (Allemagne) : le maire s'appelle Dieter Bischoff[38].

## Population et société

### Démographie
La Loupe compte environ 3 500 habitants.
L'évolution du nombre d'habitants est connue à travers les recensements de la population effectués dans la commune depuis 1793. Pour les communes de moins de 10 000 habitants, une enquête de recensement portant sur toute la population est réalisée tous les cinq ans, les populations de référence des années intermédiaires étant quant à elles estimées par interpolation ou extrapolation. Pour la commune, le premier recensement exhaustif entrant dans le cadre du nouveau dispositif a été réalisé en 2007.

En 2022, la commune comptait 3 230 habitants, en évolution de −5,17 % par rapport à 2016 (Eure-et-Loir : −0,23 %, France hors Mayotte : +2,11 %).
| 1793 | 1800  | 1806  | 1821  | 1831  | 1836  | 1841  | 1846  | 1851  |
| ---- | ----- | ----- | ----- | ----- | ----- | ----- | ----- | ----- |
| 988  | 1 169 | 1 049 | 1 096 | 1 030 | 1 149 | 1 161 | 1 322 | 1 371 |

| 1856  | 1861  | 1866  | 1872  | 1876  | 1881  | 1886  | 1891  | 1896  |
| ----- | ----- | ----- | ----- | ----- | ----- | ----- | ----- | ----- |
| 1 355 | 1 357 | 1 357 | 1 361 | 1 382 | 1 442 | 1 623 | 1 617 | 1 716 |

| 1901  | 1906  | 1911  | 1921  | 1926  | 1931  | 1936  | 1946  | 1954  |
| ----- | ----- | ----- | ----- | ----- | ----- | ----- | ----- | ----- |
| 1 814 | 1 861 | 2 133 | 2 025 | 2 106 | 2 072 | 2 111 | 2 041 | 2 173 |

| 1962  | 1968  | 1975  | 1982  | 1990  | 1999  | 2006  | 2007  | 2012  |
| ----- | ----- | ----- | ----- | ----- | ----- | ----- | ----- | ----- |
| 2 737 | 3 510 | 3 719 | 3 693 | 3 820 | 3 734 | 3 506 | 3 474 | 3 515 |

| 2017  | 2022  | - | - | - | - | - | - | - |
| ----- | ----- | - | - | - | - | - | - | - |
| 3 342 | 3 230 | - | - | - | - | - | - | - |

### Enseignement
- La Wild code school : enseignement du numérique[42],[43]

### Sports
La ville accueille le judo et le football.

## Économie
La Loupe accueille l'usine Herby à l'origine du célèbre étendoir à linge de la marque Tancarville. C'est la seule usine d'étendoirs à linge en France, elle emploie une centaine de personnes et a un chiffre d'affaires d'environ 15 millions d'euros.

## Culture locale et patrimoine

### Lieux et monuments

#### Le château de La Loupe
En 1665, le maréchal de La Ferté fit construire le château actuel sur des plans de Vauban. Le domaine fut la possession de la famille de La Ferté Saint-Nectaire jusqu'en 1790 : il fut confisqué à la Révolution et le marquis de La Ferté émigra. La Loupe fut alors érigée en canton.
Du château, il reste un grand corps de logis dont la façade côté ville est austère ; du côté du parc, un corps en avancée s'orne à chaque étage de deux niches encadrant la grande baie.

#### Le Gros Chêne
Situé à la sortie de la ville, sur la commune de Meaucé, le gros chêne serait un reste du bois environnant le château primitif de La Loupe et aurait remplacé un chêne druidique millénaire. Il est le sujet de nombreuses légendes.
Il aurait été planté, en 1360, par un chevalier de Montireau, qui partait en croisade, et Jeanne, fille du seigneur de Meaucé, en gage de fidélité.
Henri IV, qui venait assez fréquemment dans la région, se serait assis sous le chêne un jour de chasse.
On dit également que dans une cavité de l’arbre se trouvait une statuette de la Vierge vénérée dans le pays. Des révolutionnaires enlevèrent la statue et à sa place poussa un champignon ayant la forme de la Vierge…
Quelque temps plus tard, l’ordre fut donné d’abattre le chêne, et lorsque les outils des bûcherons s’émoussèrent et se cassèrent sans entamer l’arbre… on cria au miracle.
Les pèlerinages au pied du chêne se firent plus rares à partir de 1920 puis cessèrent tout à fait. Le gros chêne a une circonférence de 14,30 m au pied et de 8,60 m à un mètre du sol.

#### Édifices cultuels
- Église Notre-Dame-des-Fleurs, la plus récente.
- Église Saint-Thibault, église paroissiale initiale.

### Le monument aux morts
Inauguré le 2 juillet 1922, il est l’œuvre des sculpteurs frères jumeaux Jean et Joël Martel. De style Art déco, il est conçu en réaction au style Art nouveau et présente des lignes simples et épurées.

Lieux et monuments
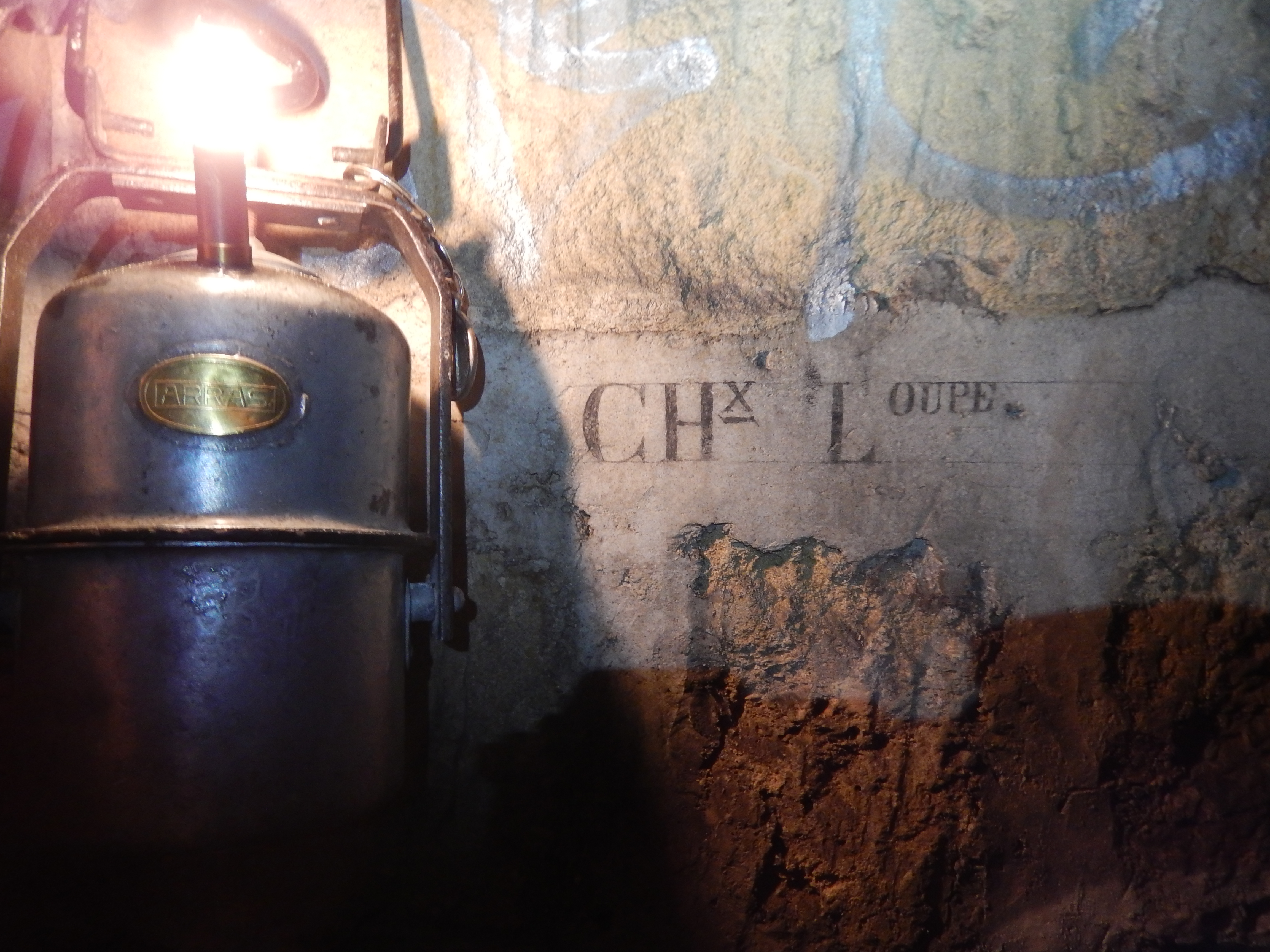
Inscription mentionnant la provenance de la chaux constitutive des joints de ce mur de consolidation dans les Catacombes de Paris.
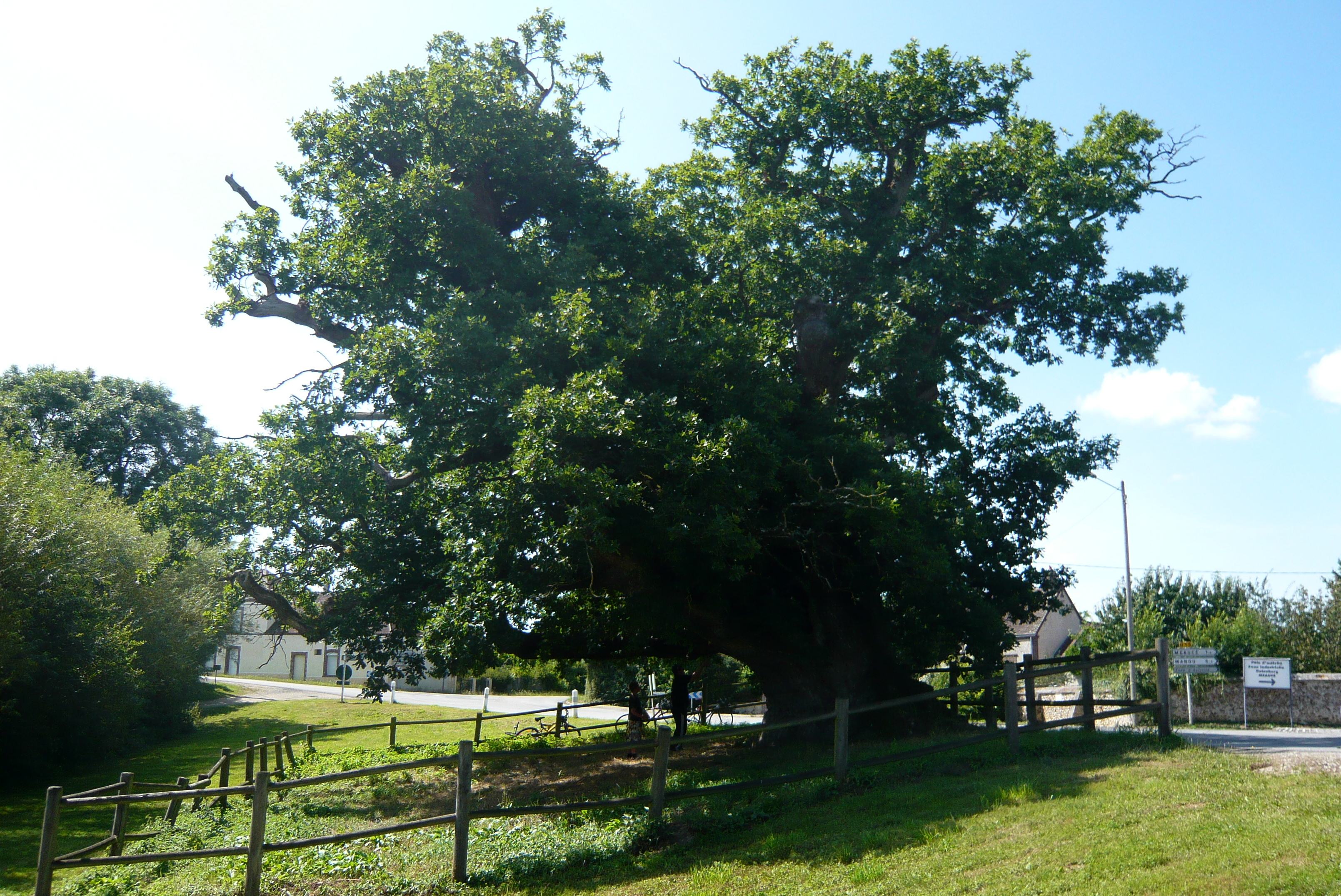
Le « Gros Chêne » de Meaucé
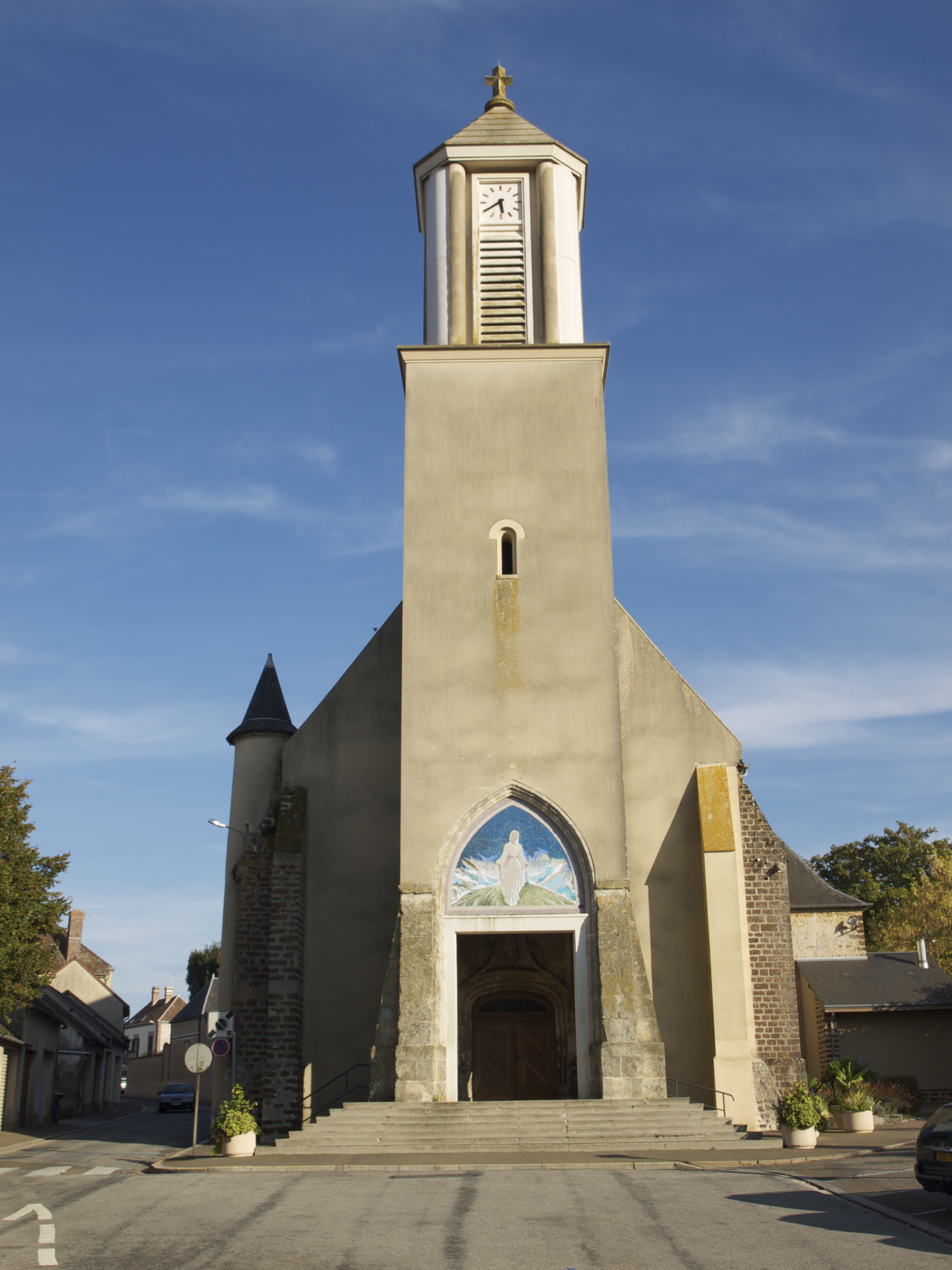
Église Notre-Dame-des-Fleurs.
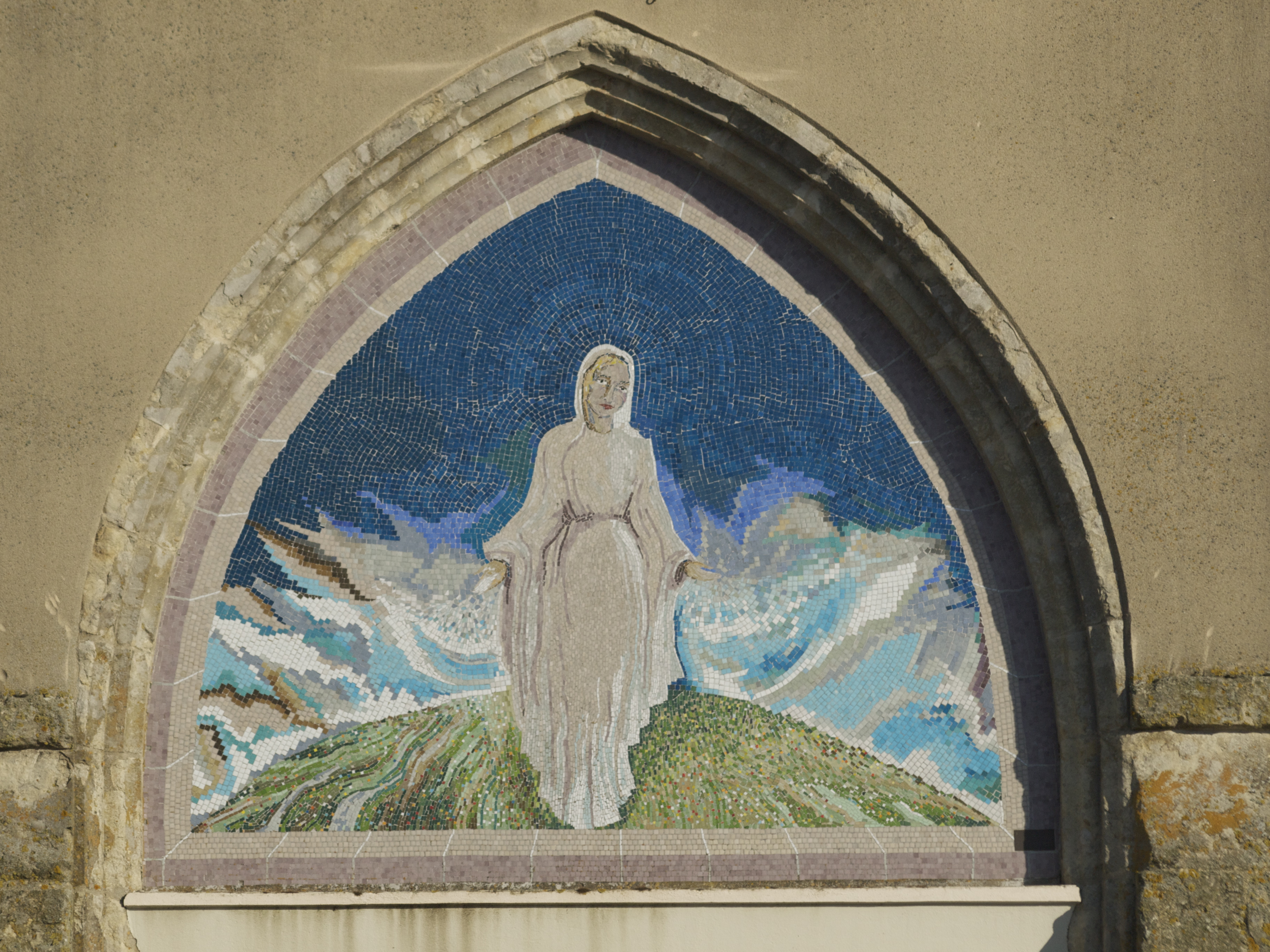
Mosaïque à la Vierge, église Notre-Dame-des-Fleurs.
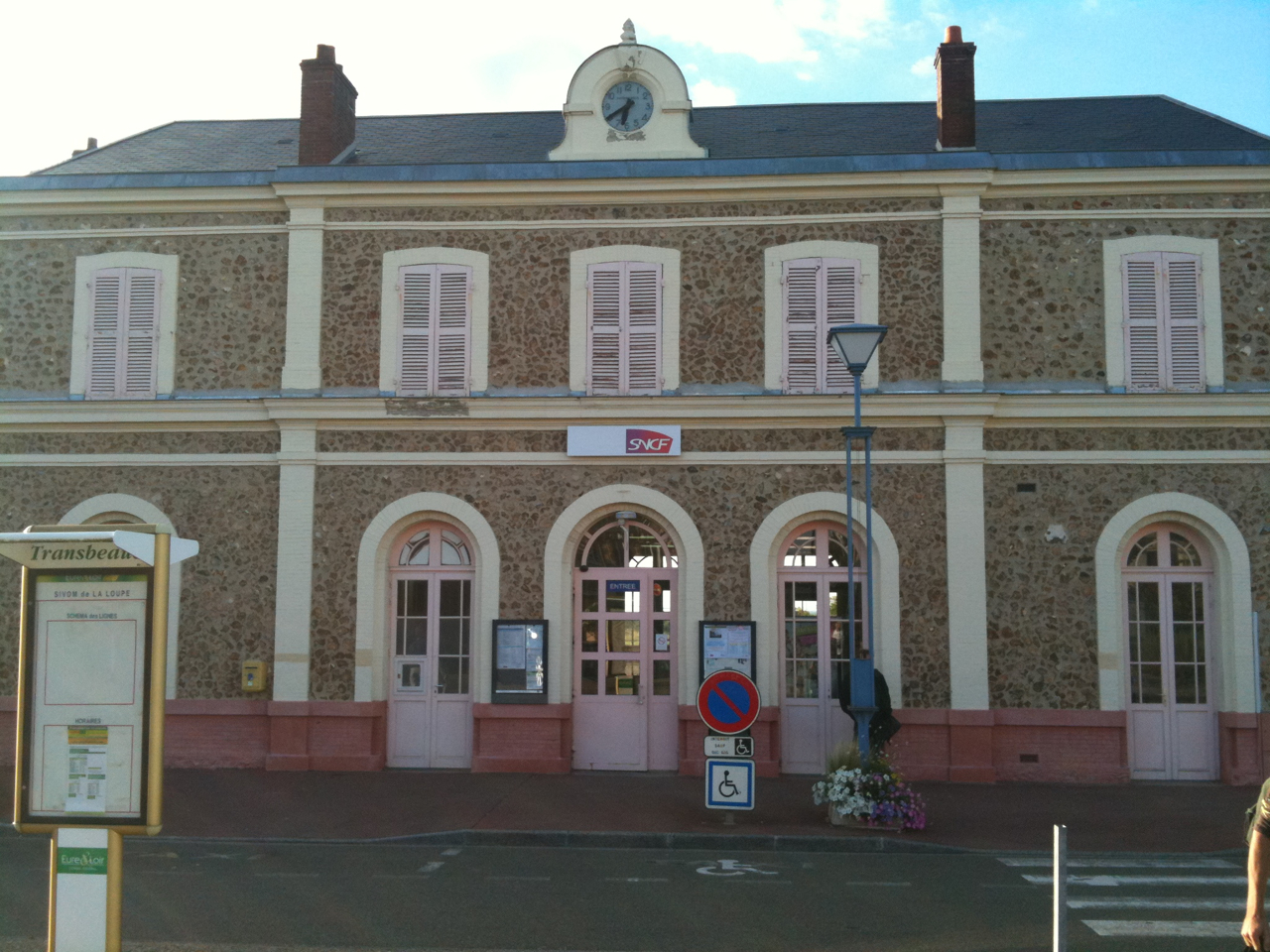
La gare.

### Héraldique
|  | Les armes de la commune se blasonnent ainsi : de sable au sautoir d’argent, à l’écusson du même au chêne terrassé de sinople brochant en abîme sur le tout. |

## Personnalités liées à la commune

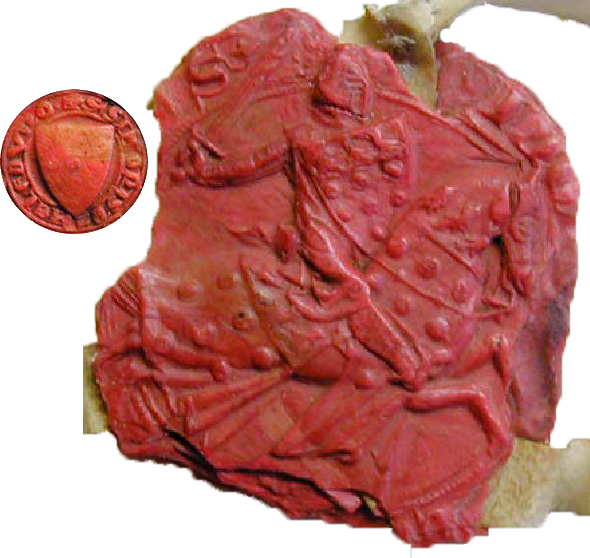
Sceau de Simon de Melun, maréchal de France.

- Simon de Melun (1250-11 juillet 1302), maréchal de France, sire de La Loupe et de Marcheville.
- Catherine Henriette d'Angennes de La Loupe, comtesse d'Olonne (1634-1714), baptisée à La Loupe le 18 juin 1634.
- René Barthélémy Dorez (1690-1742), né à La Loupe, fils aîné de Barthélémy Dorez, contrôleur des poudres, puis faïencier, il est l'époux de Marie Agnés Alphonse et le père de Pierre Barthélémy Dorez et Nicolas Alexis Dorez tous deux faïenciers.
- François Louis Dorez (1700-1739), né à la Loupe, 3e enfant de Barthélémy Dorez, il est le fondateur de la faïencerie de Valenciennes.
- Jean Louis François Marceau des Graviers (1751-1823), demi-frère du Général Marceau. D'abord procureur à Chartres, il devient ensuite commis-greffier, puis marchand à Pontgouin et enfin brigadier de gendarmerie à Ymonville, il se retire à La Loupe où il meurt le 1er septembre 1823. Son unique enfant, François Marceau des Graviers, était surnommé "Marceau l'Américain" parce qu'il vécut une grande partie de sa vie aux Attathappas à Lafayette, aux États-Unis. Quand il revenait en France, il résidait chez sa tante, Jeanne Françoise Elisabeth Julie Leroy, veuve en premières noces d'Alexandre François Mondeguerre, notaire, et en secondes noces de Louis René Marceau Desgraviers, à Montlandon (Eure-et-Loir)[47].
- Ferdinand Hédiard, né à la Loupe le 9 février 1832, est le fondateur de l'épicerie fine parisienne en 1854, et devient aussi pionnier dans la recherche de saveurs exotique à un niveau international. Il établit à Paris, rue Notre Dame de Lorette (75009) la première boutique Hédiard, qui s'appelle alors « Le Comptoir des Epices et des Colonies ». Plus tard, Ferdinand s'installe au pied de la statue de Louis XIV sur la place des Victoires à Paris. En poussant sa charrette dans les rues de Paris, il fait goûter ses fruits tropicaux aux passants intrigués. En 1880, Ferdinand Hédiard élit domicile au 21, place de la Madeleine, qui est devenu et est toujours le vaisseau amiral d'Hédiard. Le nouveau « Comptoir des colonies et de l'Algérie » est un véritable souk exotique. Au milieu des arômes de thé, de café, de safran et de piments mêlés à ceux d'ananas et de mangues fraîches, des vendeuses en costume antillais accueillent une foule de maharadjahs et de princes arabes[48]. La rumeur dit qu'Alexandre Dumas aurait reçu son premier ananas des mains de Ferdinand Hédiard. Le succès remporté par la Maison Hédiard à l'international se concrétise au Japon dès 1973, puis en Corée du Sud, à Madagascar ou à Singapour, pour n'en citer que quelques-unes. Un siècle et demi plus tard, la Maison Hédiard continue d'honorer cet héritage en proposant des produits et des compositions à l'avant-garde du goût.
- Jules Iehl (1875-1951), magistrat et écrivain, ami d'André Gide, juge de paix à La Loupe en 1908. Sous le pseudonyme de Michel Yell (d), il est l'auteur notamment des romans Cauët (1912) et Le Déserteur (1930)[49]. En 1904, il fonda le cénacle littéraire appelé « groupe de Carnetin ». Il fut de 1904 à 1912 le compagnon de Marguerite Audoux.
- Paul Sagot (1885-1959), rugbyman, il prit sa retraite à La Loupe.
- René Aubert (1894-1977), peintre né à La Loupe. Trois de ses toiles sont conservées au musée Lambinet de Versailles[50].
- Jacques Tarride (1903-1994), acteur français, décédé à La Loupe.
- Maurice Bouvier (1920-2009), directeur central de la police judiciaire, il fut instituteur à La Loupe avant d'entrer dans la police en 1943[51].
- Pierre Derlon (1920-1982), écrivain. Il est enterré à La Loupe. Ses obsèques ont été célébrées en l'église de La Loupe en présence de son ami le photographe Robert Doisneau[52].
- Jean-Marie Lhôte (né en 1926), ingénieur et écrivain. Il est le fils de Maître Lhôte, notaire à La Loupe, mort en 1944 lors du bombardement de la ville.
- Olivier Bellamy (né en 1961), journaliste à Radio Classique, écrivain, a habité à La Loupe dans son enfance (1970-76) et a effectué sa scolarité au collège.

#### Bases de données et dictionnaires
- Site officiel
- Ressources relatives à la géographie :   - Insee (communes)
  - Ldh/EHESS/Cassini
- Ressource relative à plusieurs domaines :   - Annuaire du service public français
- Notices d'autorité :   - VIAF
  - BnF (données)
  - IdRef
  - GND